# John Le Mesurier
John Le Mesurier (Bedford, 5 de abril de 1912  Ramsgate, 15 de novembro de 1983) foi um ator inglês. Ele é mais conhecido por seu papel como o sargento Arthur Wilson na sitcom da BBC, Dad's Army. Participou em mais de 120 filmes em uma variedade de gêneros, normalmente em papéis secundários menores.